# François Dorieux

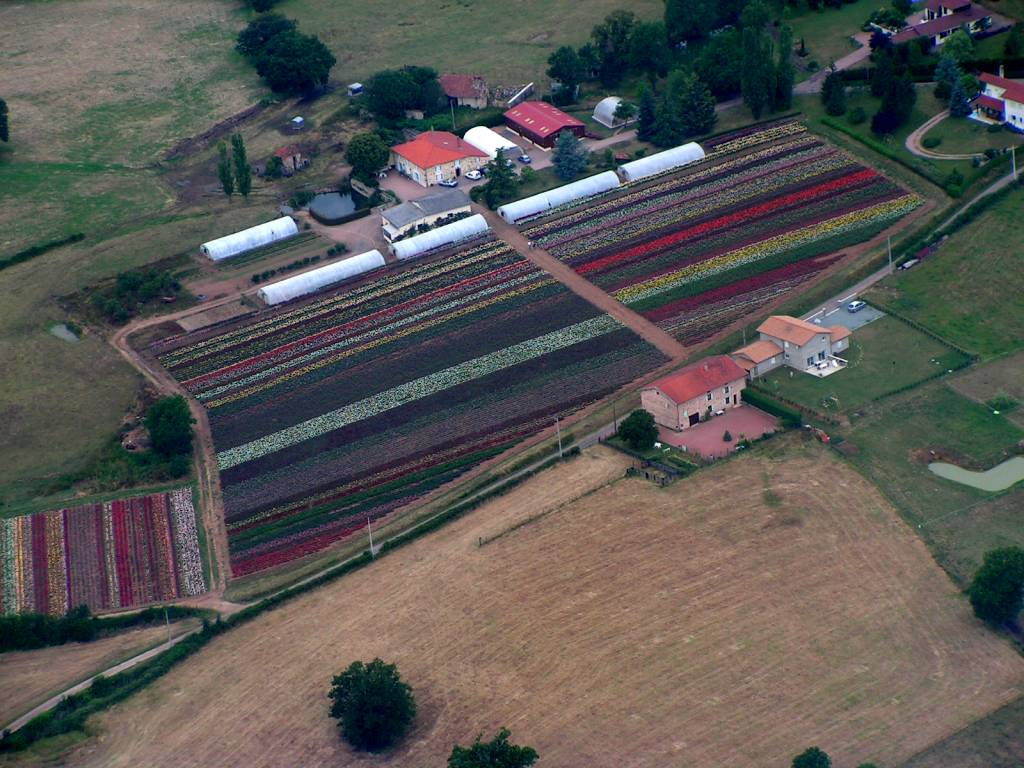
Vue aérienne de la roseraie

François Dorieux, né le 22 février 1955 à Roanne et mort le 11 janvier 2015 à Roanne, est un rosiériste obtenteur français dont les pépinières sont à Montagny (département de la Loire).

## Historique
Son grand-père, François Dorieux, a fondé la pépinière en 1930. Il est devenu rosiériste en 1940 et sa première obtention, un rosier grimpant rouge très parfumé date de 1954. Il meurt d'un cancer en 2015.
Son fils Jean, puis ses petits-fils, ont pris sa suite comme « artisans des roses ». Son petit-fils François Dorieux est un obtenteur de roses parfumées aux teintes originales.

## Obtentions
- 'Annapurna' en 2000
- 'Artiste' en 1984
- 'Graines d’Or'
- 'Loulou de Cacharel' en 1998
- 'Marguerite d'Autriche' pourpre très parfumée
- 'Mimie Mathy'
- 'Soleil Rouge'
- 'Vendée Globe' en 2000[2]
- 'Violette Parfumée' en 1992

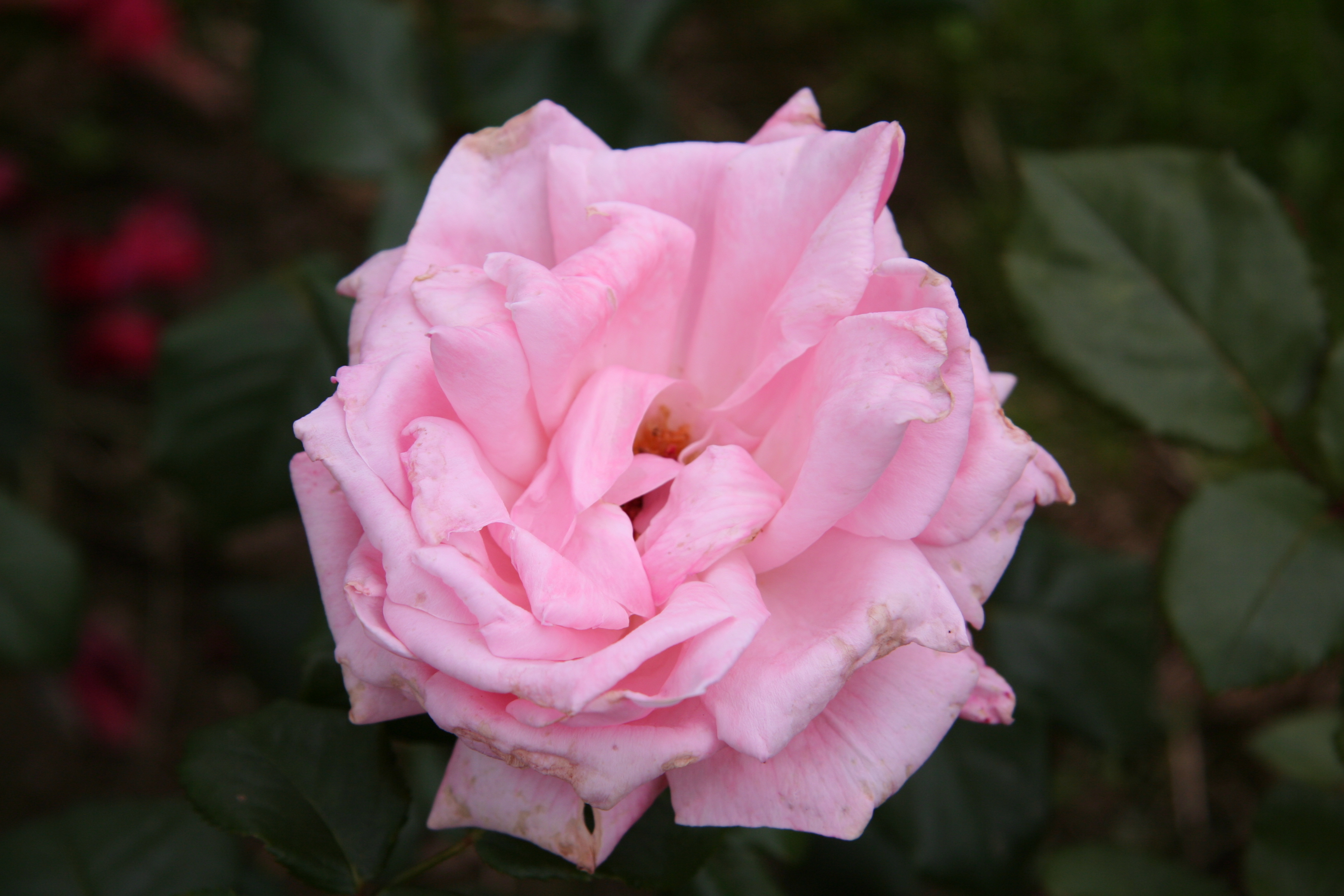
'Léon Pin', 1978
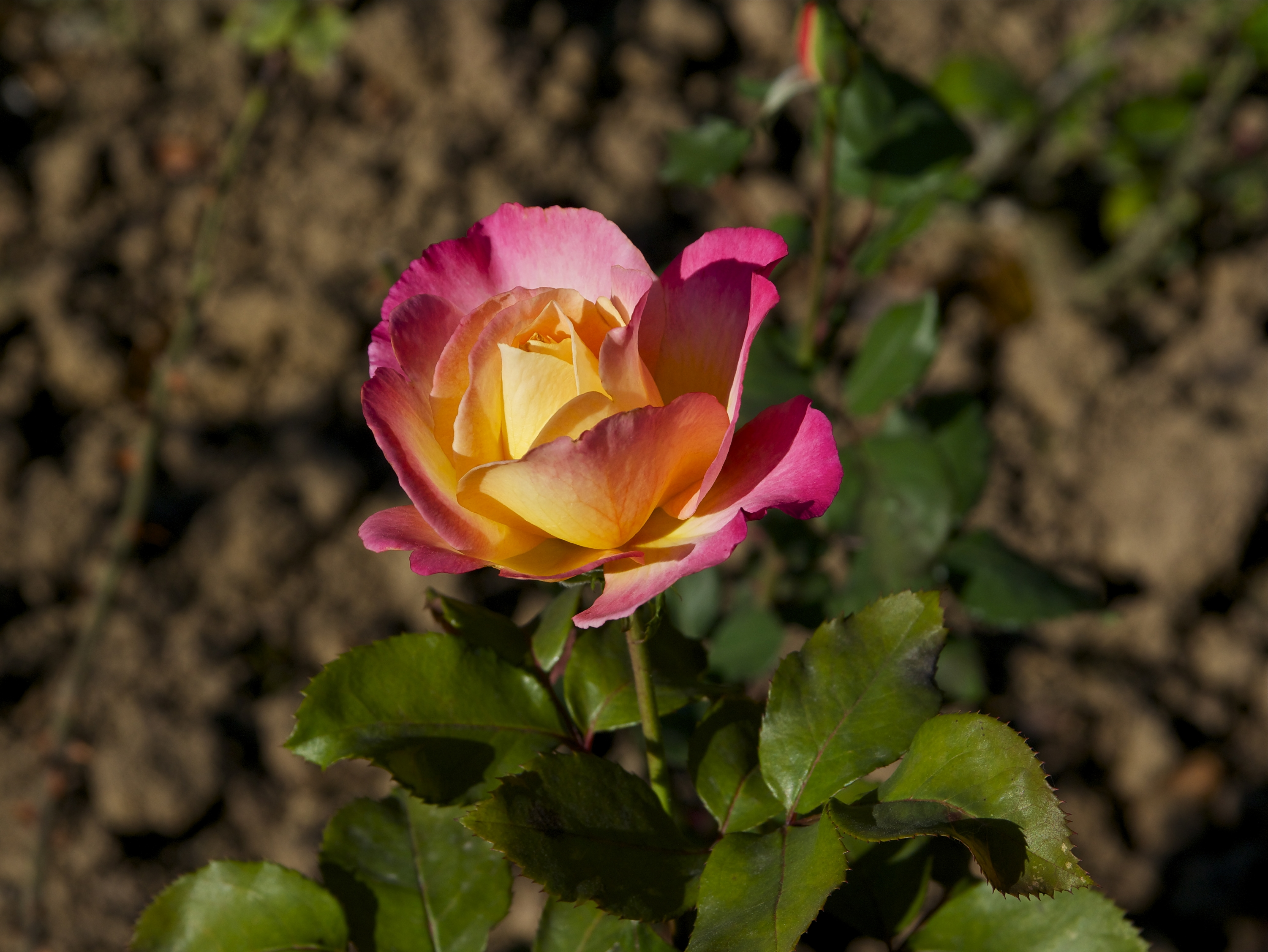
'Starion', 1987
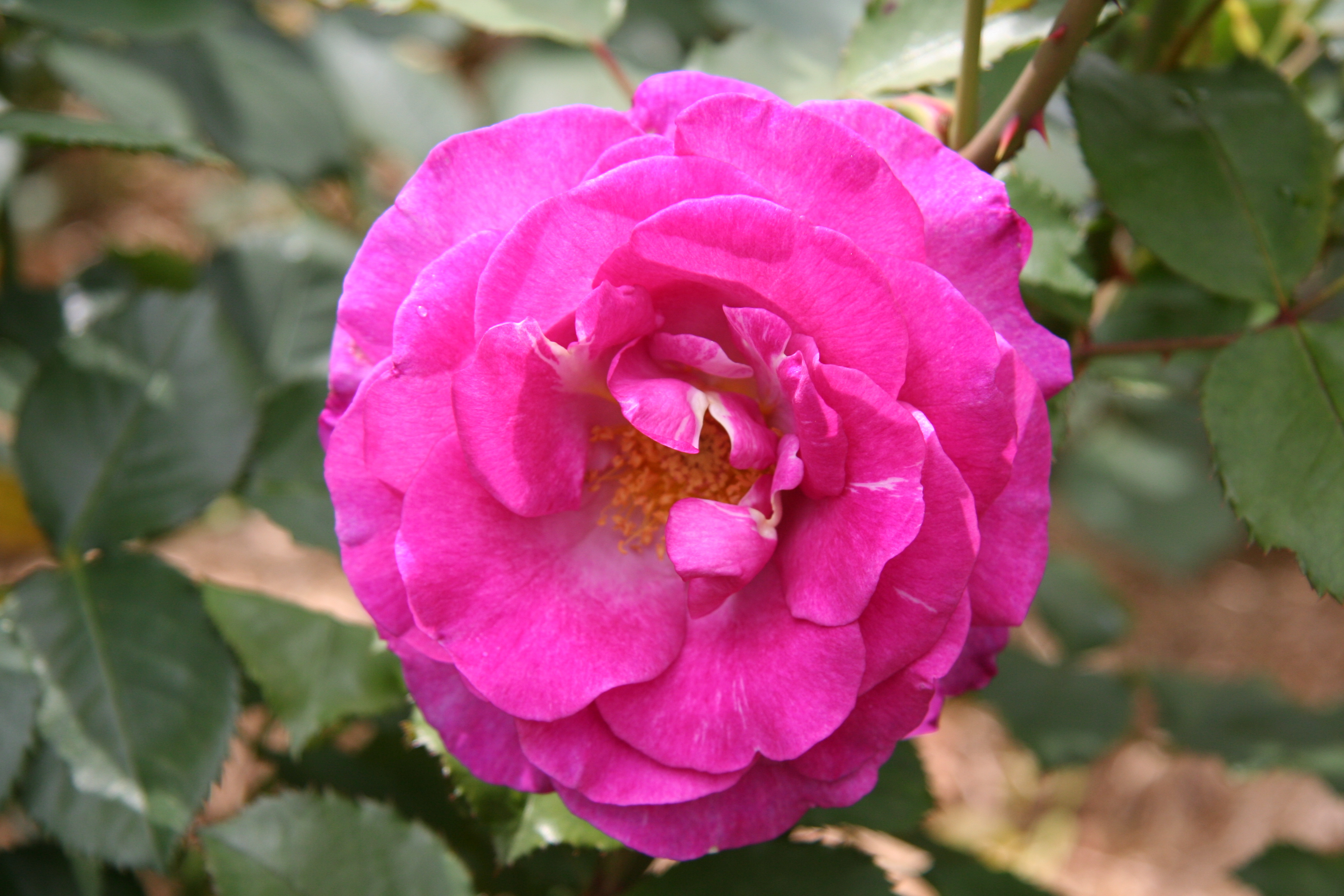
'Violette Parfumée', 1992
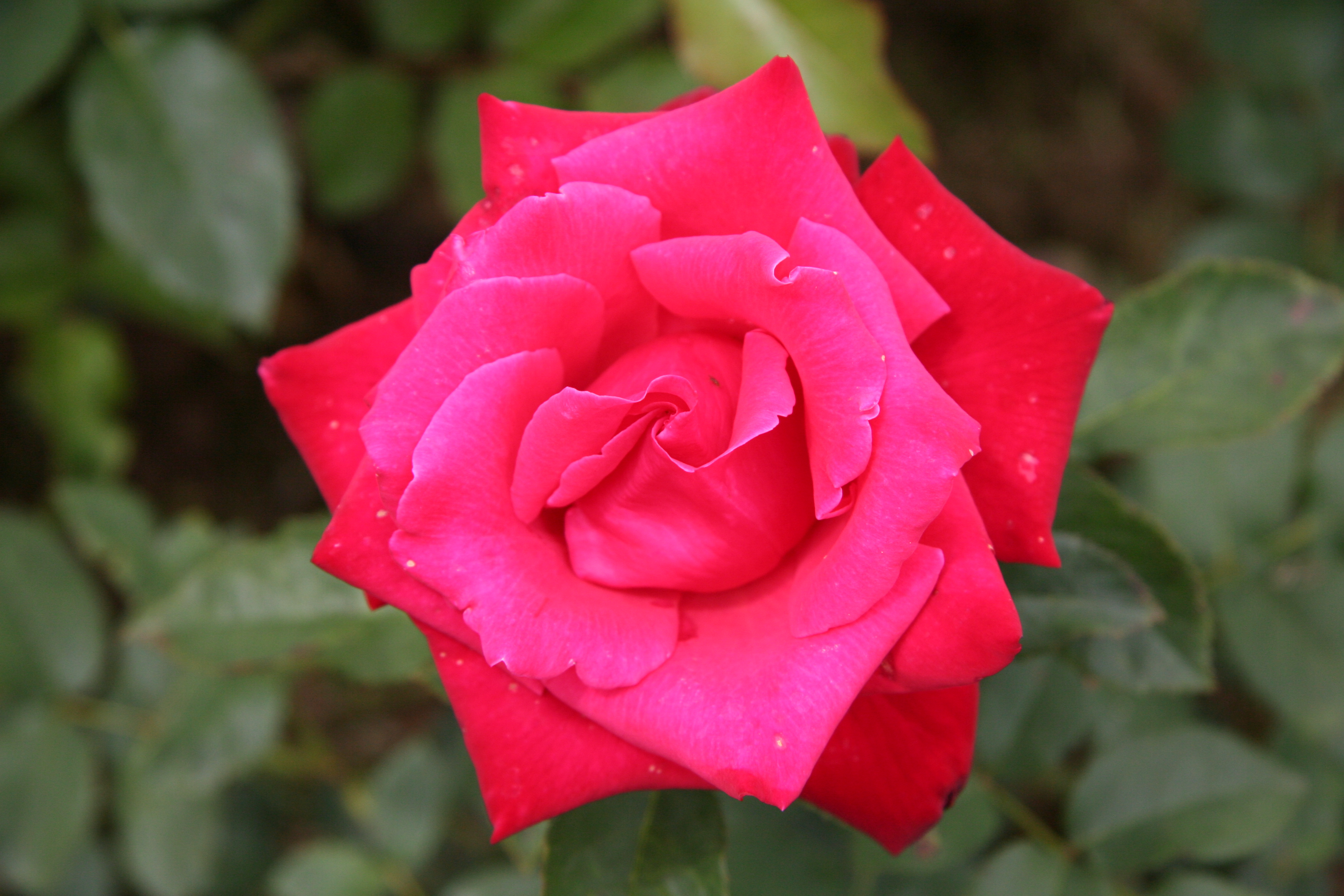
'Perle du Lac d'Annecy', 1994
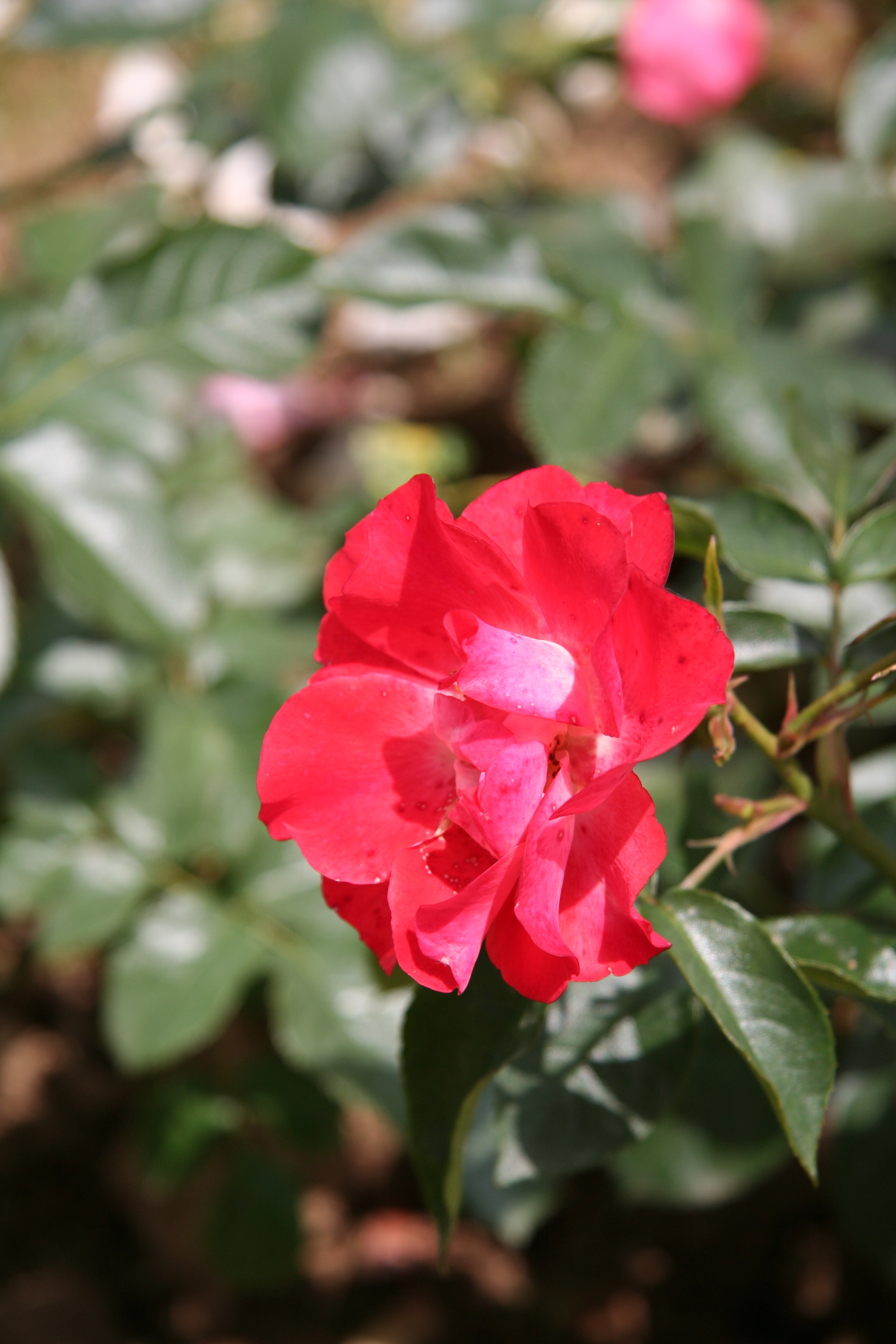
'Le Cid', 1995
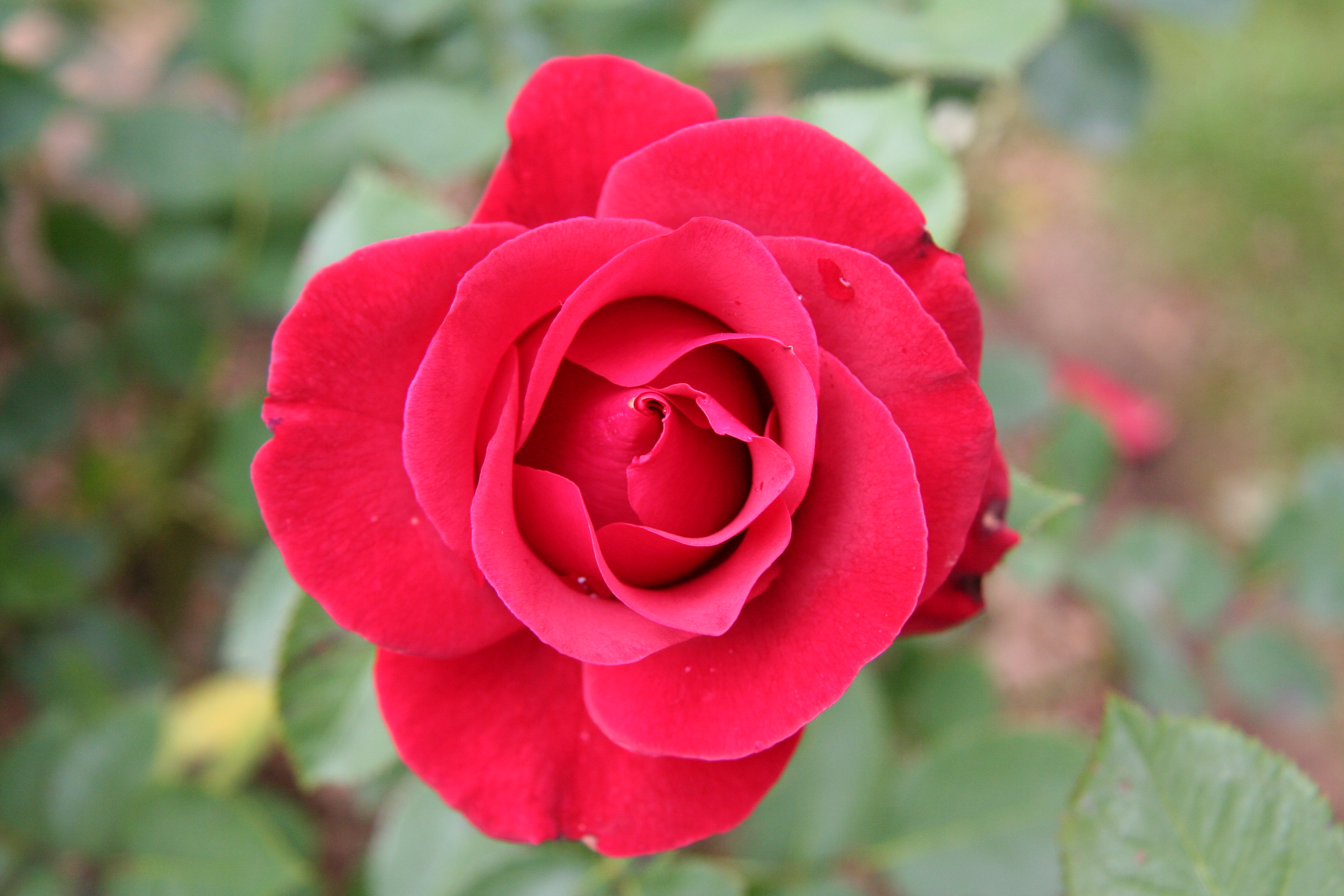
'Georges Truffaut', 1996
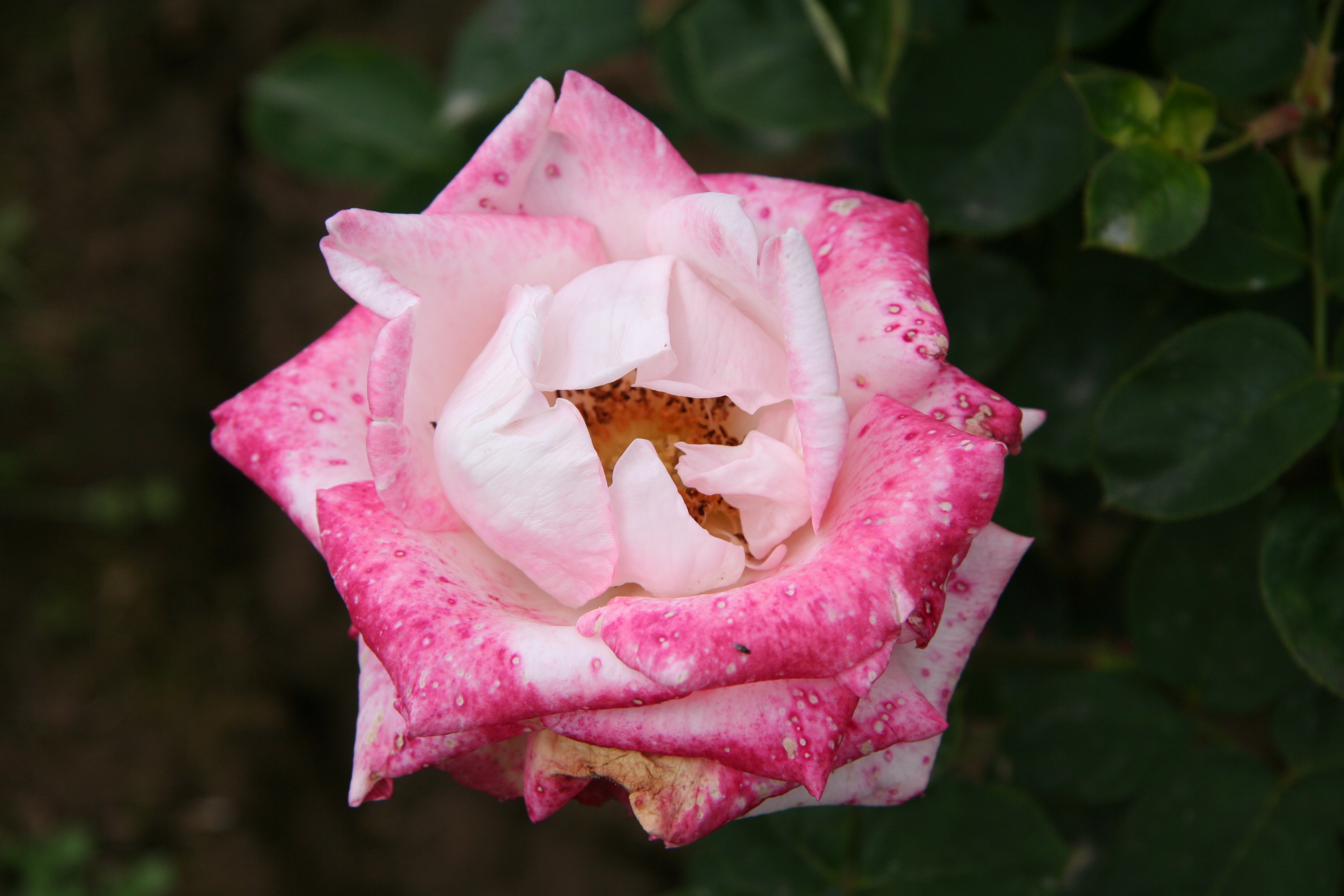
'Comtesse Brigitte Chandon-Moët', 1997
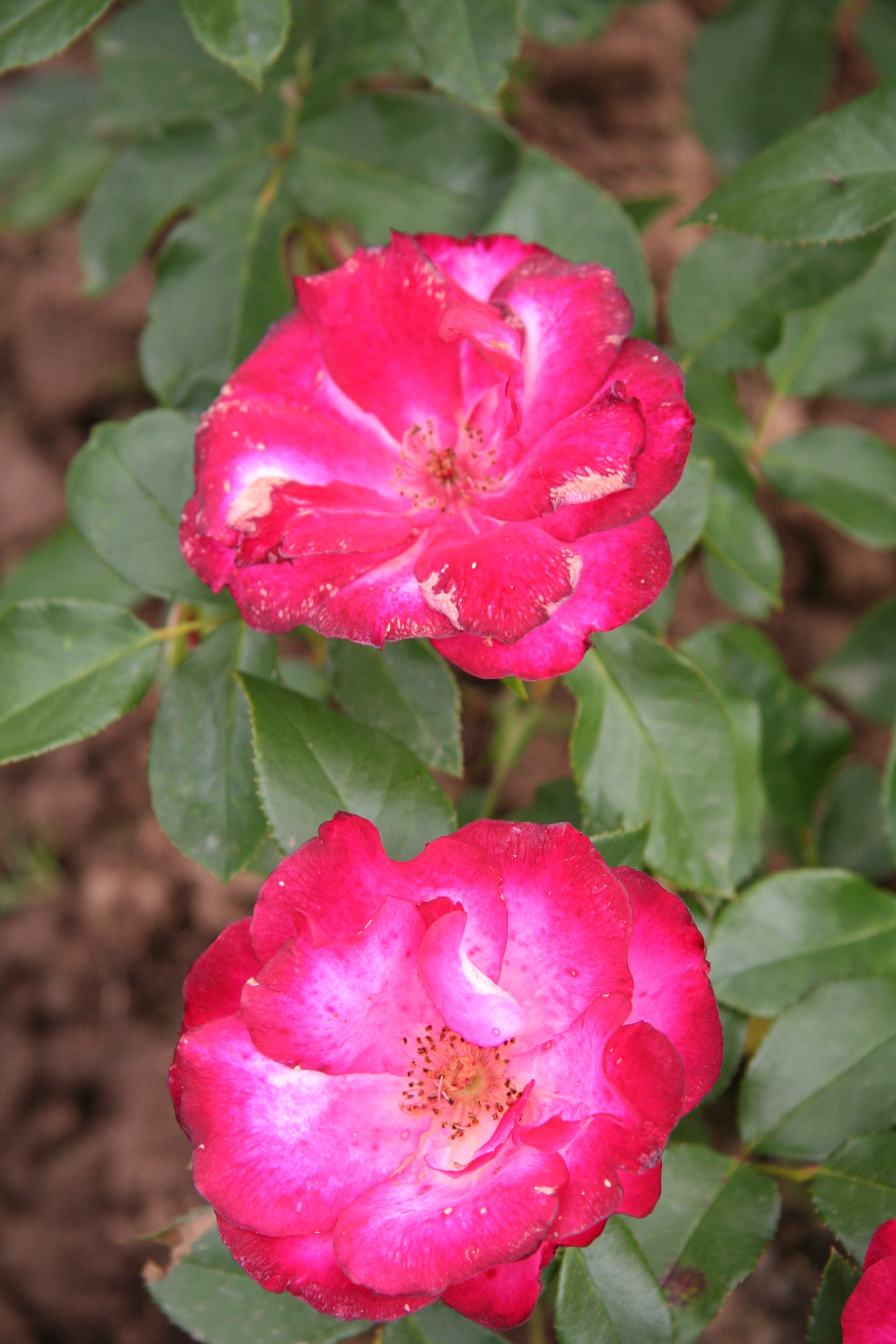
'Loulou de Cacharel', 1998
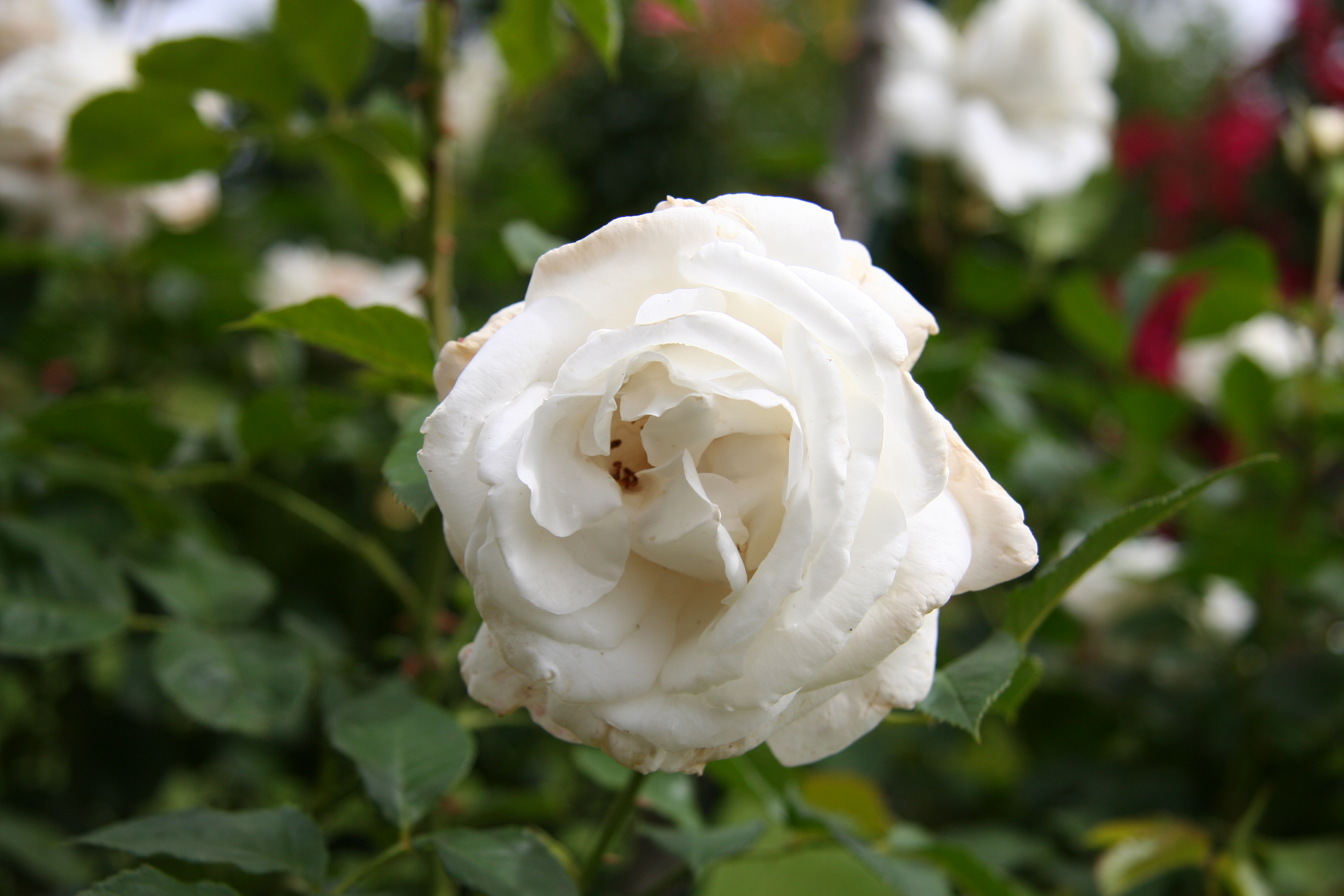
'Annapurna', 2000
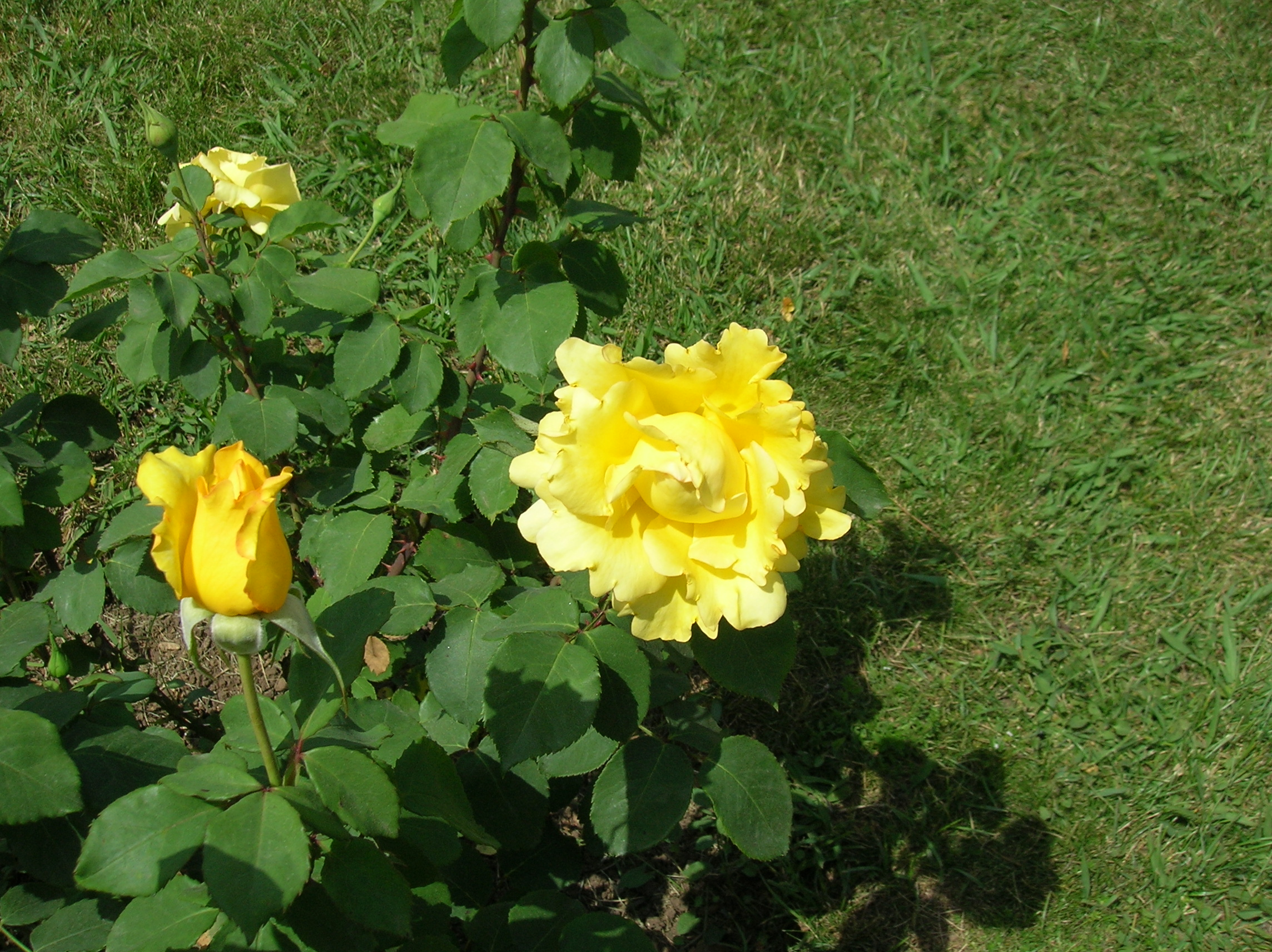
'Vendée Globe', 2000

### Source
- André Gayraud, Jardins de roses, éd. du Chêne  (ISBN 978-2-84277-041-9).